# Bouillon hypertonique
 (novembre 2022).
Si vous disposez d'ouvrages ou d'articles de référence ou si vous connaissez des sites web de qualité traitant du thème abordé ici, merci de compléter l'article en donnant les références utiles à sa vérifiabilité et en les liant à la section « Notes et références ».
Pour les articles homonymes, voir Hypertonique (homonymie).
L'hypertonique est un milieu de culture utilisé pour l'identification des enterococcus.

## Composition
- Peptone	5,0 g
- Extrait de viande 5,0 g
- Tryptose	5,0 g
- Chlorure de sodium	65,0 g

pH = 7,5

## Préparation
80 g par litre. Stérilisation classique.

## Lecture
La culture montre que la bactérie inoculée cultive en présence d'une forte concentration saline. L'absence de culture traduit la sensibilité à cette forte concentration saline(pour des bactéries de culture difficile, il est possible de fabriquer un tel milieu à partir d'une base plus riche).